# Надзвичайна спека в Індії (2015)
Надзвича́йна спе́ка в І́ндії — аномальне підвищення температури в окремих штатах Індії в травні-червні 2015 року, яке призвело до масової загибелі людей. Аномальна температура в багатьох штатах країни і в столиці Делі становила близько 47 °C, а в окремі дні сягала до 50°C. Травнева температура на 7 градусів перевищила середньостатистичну для сезону.

## Перебіг подій
Найбільше постраждали від спеки штати Андхра-Прадеш, Телангана, дещо менше — Орісса і Західний Бенгал. Через масові теплові удари у місцевих лікарнях було оголошено стан підвищеної готовності. За офіційними даними, більшість постраждалих — люди старше 50 років, які були змушені перебувати на вулиці у зв'язку з роботою.
На 27 травня у штаті Андра-Прадеш загинули 852 людини, в штаті Телангана — 266.
На 29 травня кількість загиблих становила близько 1 826 осіб, число загиблих за добу сягнуло близько 500.
На 30 травня кількість загиблих становила 2041.
На 3 червня кількість загиблих становила 2500.

## Причини
Спека значною мірою пояснюється відсутністю звичайних у цьому сезоні мусонних дощів, які принісши недостатню кількість вологи, залишили великі частини Індії сухими. Така погода в поєднанні з ефектом Ель-Ніньйо спричинила рекордно високі температури повітря.
Велика кількість смертей через високу температуру в останні місяці весни в Індії реєструється щорічно. Але нинішня спека стала другою в історії країни за кількістю жертв — востаннє подібне спостерігалося в 1998 році, коли загинули більше двох з половиною тисяч індійців.

## Число загиблих
| Штат            | Число загиблих | на дату   |
| --------------- | -------------- | --------- |
| Андхра-Прадеш   | 1,334          | 28 травня |
| Телангана       | 440            | 28 травня |
| Орісса          | 43-67          | 27 травня |
| Західний Бенгал | 13             | 27 травня |
| Гуджарат        | 10             | 28 травня |
| м. Делі         | 5              | 27 травня |
| Мадх'я-Прадеш   | 3              | 22 травня |
| Махараштра      | 2              | 27 травня |
| Раджастхан      | 2              | 25 травня |
| Чхаттісґарх     | 1              | 25 травня |
| Загалом         | 1,826          | 28 травня |

## Рекордні температури
| Дата           | Місце                             | Температура |
| -------------- | --------------------------------- | ----------- |
| 21 травня 2015 | Джхарсугуда                       | 45.4 °C     |
| 21 травня 2015 | Хайдерабад                        | 46 °C       |
| 23 травня 2015 | Аллахабад                         | 47.7 °C     |
| 24 травня 2015 | Кхаммам                           | 48 °C       |
| 25 травня 2015 | Міжнародний аеропорт Індіри Ґанді | 46.4 °C     |
| 27 травня 2015 | Далтонгандж                       | 47 °C       |